# Râul Nitra
Nitra este un râu (197 km) din Slovacia, care trece prin orașul Nitra. Izvorăște din Munții Malá Fatra (Fatra Mică) și se varsă în râul Váh aproape de confluența acestuia cu râul Dunăre.